# Aborto en Mónaco
El aborto en Mónaco es solo permitido en los casos de violación, enfermedad congénita, enfermedad, o mortalidad materna. El proyecto más reciente sobre la legislación del aborto fue aprobada el 8 de abril de 2009; antes de ello, Mónaco tenía una de las legislaciones del aborto más restrictivas de Europa, permitiendo el procedimiento únicamente se corría peligro la vida de la madre.
La anterior ley de aborto de 1967, prohibía el aborto bajo cualquier circunstancia, pero tras previos casos del código penal acordaron que el aborto fuese aceptable,, solamente cuando se necesitaba salar la vida de la madre. Según la antigua ley, las mujeres que experimentan un aborto ilegal son castigadas con una condena de 3 años de cárcel, mientras que los que realizaron ese aborto son condenados hasta a 5 años de cárcel. Si el que realizó el aborto estaba en la profesión médica, debía revocarse su derecho de practicar la medicina.